# Szír kereszténység
A szír kereszténység a liturgiában hagyományosan a szír nyelvet használó egyházak.

## Történelem

Az arámi nyelv és a szír kereszténység terjedése a mai országhatárokkal (angol nyelvű)

A szír nyelv a szíriai kereszténység liturgiájának nyelve lett, amely azonban nemcsak az ókori Szíria tengerparti területét jelentette, hanem az ettől északra és északkeletre levő mezopotámiai síkságot, hegyvidéket is. Központjuk Antiókhia lett, egy jelentős ókori város. A szír egyházterület további fontos egyházi központjai Észak-Mezopotámiában (a mai Törökország DK-i részén, Észak-Szíriában és Észak-Irakban), illetve Perzsiában voltak. 
A szír kereszténység az 5. századi krisztológiai viták során szakadt el a kereszténység bizánci és római vonalától. 
Két nagy, egymással vetélkedő vallási irányzatra bomlott szét: a nyugati szír monofizita és a keleti szír nesztoriánus irányzatra. A nyugati szírek nagyobb része a Római Birodalomban, kisebb része a Szászánida Birodalomban lakott. A keleti szírek a Római Birodalom határaitól keletre, a Szászánida Birodalmon belül éltek. Az iszlám terjedése után azonban mindkét irányzat csak kevés helyen tudott fennmaradni.
Az ún. Tamás-keresztények nevű ág az indiai Malabár-parton alakult ki. A hagyomány alapján Tamás apostol működött itt még az első században. Történelmi szempontból viszont értékelhetetlen ez a később kialakult hittérítő legenda, amely szerint az ő működése nyomán jelent meg a kereszténység Indiában. A Tamás-keresztények a keleti szír hagyományt követték, a káld liturgiát. A középkor végén Vasco da Gama nesztoriánus nézeteket valló keresztényeket talált itt. A portugál hódítás után többségük katolikus lett.

## Ágai

A szír kereszténység szakadásai (a Tamás-keresztények nélkül)

A Tamás-keresztények történelme és elágazásai (angol nyelvű)

A nyugati és keleti szír csoport különböző írásrendszereket használ, valamint kiejtésükben és dialektusukban is vannak kisebb eltérések.
a nyugati-szírek a monofizita irányzatból jöttek létre:
- Maroniták
- Szír katolikus egyház
- Szír ortodox egyház

a keleti-szírek a nesztoriánus irányzatból:
- Káld katolikus egyház
- Asszír keleti egyház
- egyéb

a Tamás-keresztények az indiai Malabár-parton:
- Szír-malabár katolikus egyház
- Szír malankara ortodox egyház
- Szír-malankár katolikus egyház
- Indiai ortodox egyház
- egyéb